# Ana Rosa Quintana Hortal
Ana Rosa Quintana Hortal (Madrid, 12 de gener del 1956) és una periodista i presentadora de televisió espanyola.

## Biografia
Va estudiar periodisme a la Universitat Complutense de Madrid i va començar a la ràdio (Radio Nacional de España, Radio Continental, Radio 80, Antena 3 Radio), per passar posteriorment a la televisió (Telecinco, Antena 3, TVE).
Va estar casada amb el també periodista Alfonso Rojo, amb qui va tenir un fill el 1986 i es va casar el 2004 amb l'arquitecte Juan Muñoz, amb qui va tenir dos fills el mateix any.

## Polèmiques
L'any 2000 va ser acusada de plagi pel seu llibre Sabor a hiel. L'obra va ser retirada del mercat per l'editorial per les evidents proves de tal acusació.
Va entrevistar la mare d'uns dels assassins de la Patum de Berga de 2005 al seu programa de Tele5.
L'abril del 2011, el Tribunal Suprem va condemnar Ana Rosa Quintana i la seva productora Cuarzo Producciones a abonar 100.000 euros al torero Finito de Córdoba i la seva dona Arancha Del Sol per vulneració a l'honor i la intimitat d'aquests.
El 2017, al programa de televisió "La Reina dels Matins" (Telecinco), sense adonar-se que hi havia un micròfon encara obert, després d'emetre una notícia sobre violència de gènere, la presentadora va transmetre la seva conformitat a favor de l'agressió a una dona, dient: "A mi em sembla bé que li hagin partit la cara". Després dels comentaris en xarxes socials i mitjans de comunicació, la presentadora va justificar que van treure de context les seves paraules, i va afirmar: "No dic una cosa dins i una altra fora", "Em sembla malament que li hagin donat una pallissa".
Unes setmanes més tard de ser nomenada Filla Adoptiva de Sevilla, el maig del 2018, el marit d'Ana Rosa, Juan Leocadio Muñoz Tamara (Arquitecte i empresari sevillà de negocis immobiliaris), és detingut per la Fiscalia Anticorrupció, en el marc de l'operació Tàndem, per contractar el comissari Villarejo per cobrar un deute, mitjançant el xantatge a un jutge amb un vídeo. L'empresari sevillà i marit d'Ana Rosa, va ser alliberat dies més tard, però els enregistraments policials, esmentaven una relació entre Villarejo i Ana Rosa.

## Programes
| Any               | Nom                            | Canal     | Notes                             |
| ----------------- | ------------------------------ | --------- | --------------------------------- |
| 1982 - 1983       | Telediario                     | TVE       | Presentadora versió nocturna      |
| 1994 - 1995       | Veredicto                      | Telecinco | Presentadora                      |
| 1995 - 1996       | Nunca es tarde                 | Telecinco | Presentadora                      |
| 1997              | Sinceramente Ana Rosa Quintana | Antena 3  | Presentadora                      |
| 1997 - 1998       | Extra Rosa                     | Antena 3  | Presentadora amb Rosa Villacastín |
| 1998 - 2004       | Sabor a ti                     | Antena 3  | Presentadora                      |
| 2005 - actualitat | El programa de Ana Rosa        | Telecinco | Presentadora                      |
| 2013              | Al otro lado                   | Telecinco | Presentadora                      |
| 2015              | Pequeños gigantes              | Telecinco | Invitada                          |
| 2016              | 26J: quiero gobernar           | Telecinco | Presentadora                      |
| 2019              | Mujeres al poder               | Telecinco | Presentadora                      |
| 2021              | Erguidos frente a todo         | Telecinco | Presentadora                      |
| 2023 - actualitat | TardeAR                        | Telecinco | Presentadora                      |